# Sapucaí-Mirim
Sapucaí-Mirim là một đô thị thuộc bang Minas Gerais, Brasil. Đô thị này có diện tích 284,796 km², dân số năm 2007 là 5772 người, mật độ 22,2 người/km².